# Душко Вијатов
Душко Вијатов (Зрењанин, 1936. – Београд, 2006.) био је српски сликар.

## Биографија
Душко Вијатов је основну и средњу школу завршио је у Зрењанину. Дипломирао је 1961. на Факултету ликовних уметности у Београду, у класи професора Ивана Лучева, Зорана Петровића и Љубице Цуце Сокић. 1961. примљен је у Удружење ликовних уметника Србије (УЛУС), као и у Удружење ликовних уметника Југославије. 1962. године постаје члан Ликовне колоније Ечка. Вијатов је провео две године на постдипломским студијама у класи професора Недељка Гвозденовића. Магистрирао је 1963.
Вијатов је низ година био укључен у рад ликовних колонија у Ечкој, Суботици, Боровој Глави на Златибору, Ковиљу код Ивањице, Грабову код Ћићевца. Учествовао је на многим хуманитарним изложбама - поводом земљотреса у Бањалуци, помоћи деци без родитеља, деци са сметњама у развоју, деци оштећеног вида, поводом годишњице УНЕСКА у Словењ Градецу. Последња велика добротворна аукција била је „За наш храм – српски сликари храму Светог Саве” у Народном музеју у Београду.
Његове слике се налазе у Савременој галерији у Зрењанину, Галерији града Београда, Музеју града Београда, Народном универзитету „Божидар Аџија”, Народном музеј у Кикинди. Вијатовљевих слика има и у приватним колекцијама у Србији, Македонији, Словенији, Енглеској, Холандији, Пољској, Канади, Сједињеним Америчким Државама, Аустралији, Кини и Јапану.

## Изложбе

### Самосталне
- Уметничка галерији УЛУС-а, Београду,
- Уметничка галерија Центра за културу у Београду,
- Народни универзитет „Божидар Аџија“ у Београду ,
- Савремена галерија у Зрењанину,
- Белгија – Кесел (Галерија М. Бернаертс) и Лир (Галерија Vleeshuis),
- Немачка – Вупертал (Галерија Palette Rӧderhaus), Хаген (Галерија Goldschmied Dӧrner), Хофгајсмар (Галерија ам Маркт).

### Колективне
- Октобарски салон у Београду,
- Групне изложбе УЛУС-а у Београду,
- Изложбени центар у Скопљу,
- Модерна галерија у Љубљани.

## Уметнички стил
Његов рад у настајању био је апстрактне слике, стил уметничког информела где се уметник бавио материјалима у експресивној и гестуалној форми. Од 1970. његов рад се развија према експресионистичком стилу рада. Пре свега је сликао уљем, али је радио и оловком, акварелом и пастелом.